# به کجا چنین شتابان
به کجا چنین شتابان یک مجموعهٔ تلویزیونی ایرانی به نویسندگی و کارگردانی ابوالقاسم طالبی، و تهیه‌کنندگی حسن شکوهی است که از ۱ آذر ۱۳۸۸ تا ۳۱ فروردین ۱۳۸۹  از شبکه پنج سیما پخش شده‌است. تکرار آن نیز از شبکه دو سیما پخش می‌شد.
موسیقی متن و تیتراژ ابتدایی این سریال از یکی از آهنگ‌های گروه secret garden با نام nocturne الهام گرفته شده‌است.

## خلاصه داستان
یونس جوان دانشگاهی در خانواده ای منسجم و معتقد به اصول دینی زندگی می‌کند. آشنایی او با دختر عمه ثروتمندش؛ کتایون، باعث آشنایی او با شوهر عمه اش می‌شود که سال هاست به دلیل مسائل اعتقادی که به لو رفتن آن‌ها منجر شده با پدر یونس قطع رابطه کرده‌است. او اکنون صاحب شرکتی است که با ساخت و پیش فروش مسکن ثروت زیادی به دست آورده‌است. یونس که در سال‌های آخر مهندسی عمران تحصیل می‌کند، با پیشنهاد کتایون در این شرکت مشغول به کار می‌شود و پس از مدتی متوجه می‌شود ثروت شرکت از راه پیش فروش غیرقانونی زمین تأمین شده‌است. اما طمع رسیدن به ثروت زیاد و سریع، یونس را به ادامه راه تشویق می‌کند...

## بازیگران و شخصیت‌ها
| بازیگر           | نقش                 | توضیحات                                                              |
| ---------------- | ------------------- | -------------------------------------------------------------------- |
| بابک حمیدیان     | یونس هوشمند         | پسر هاتف و نسرین، برادر بهار و امیرعلی، نوه عزیز                     |
| رضا رویگری       | فریدون احتشام       | همسر هانیه، پدر کتایون و کیوان                                       |
| نگین صدق‌گویا     | کتایون احتشام       | دختر فریدون، خواهر کیوان                                             |
| علی عمرانی       | هاتف هوشمند         | پسر عزیز، برادر هادی و هانیه، همسر نسرین، پدر یونس و بهار و امیرعلی  |
| حسن شکوهی        | غلامی               | محافظ فریدون                                                         |
| بهروز بقایی      | هادی هوشمند         | پسر عزیز، برادر هاتف و هانیه، همسر مهرانگیز، پدر مرتضی، مریم و مطهره |
| آهو خردمند       | عزیز                | مادر هاتف، هادی و هانیه، مادربزرگ خانواده                            |
| فریبا متخصص      | نسرین               | همسر هاتف، مادر یونس، بهار و امیرعلی                                 |
| شراره دولت‌آبادی  | مهرانگیز            | همسر هادی، مادر مرتضی، مریم و مطهره                                  |
| محمودرضا قدیریان | مرتضی هوشمند        | پسر هادی و مهرانگیز، برادر مریم و مطهره                              |
| نیلوفر شهیدی     | مریم هوشمند         | دختر هادی و مهرانگیز، خواهر مرتضی و مطهره                            |
| حدیثه تهرانی     | بهار هوشمند         | دختر هاتف و نسرین، خواهر یونس و امیرعلی                              |
| پرستو گلستانی    | هانیه هوشمند        | دختر عزیز، خواهر هاتف و هادی، همسر فریدون                            |
| ساعد هدایتی      | داوود اقبال         | وکیل فریدون احتشام                                                   |
| محمدرضا رهبری    | سهراب               |                                                                      |
| فریدون محرابی    | کیوان احتشام        | پسر فریدون، برادر کتایون                                             |
| نوا عارف         | مشفق                |                                                                      |
| علی کاظمی        | ناصر محمودی         | همکار فریدون احتشام                                                  |
| مهدی فقیه        | دکتر                | پیرمردی که یونس را نجات داد                                          |
| گیتی ساعتچی      | مستخدم              |                                                                      |
| مهرداد فلاحتگر   | باغبان              |                                                                      |
| نیلوفر دوستی     | پرستار              |                                                                      |
| دنیا حیدری       | پریا                |                                                                      |
| مطهره اسمی       | مطهره هوشمند        | دختر هادی و مهرانگیز، خواهر مرتضی و مریم                             |
| رامونا شاه       | سرگرد               |                                                                      |
| متین حیدری‌نیا    | امیرعلی هوشمند      | پسر هاتف و نسرین، برادر یونس و بهار                                  |
| امید متقی        | کوروش               |                                                                      |
| مختار سائقی      | آبدارچی شرکت فریدون |                                                                      |

## موسیقی تیتراژ
تیتراژ این سریال، با آهنگسازی الهام افتخاری و خوانندگی علیرضا افتخاری بوده‌است.

## جوایز و نامزدها
| ۱۳۹۰ | دوازدهمین جشن حافظ |                             |                |          |
| ۱۳۹۰ | دوازدهمین جشن حافظ | بهترین فیلمنامه تلویزیونی   | شعله شریعتی    | نامزدشده |
| ۱۳۹۰ | دوازدهمین جشن حافظ | بهترین خواننده ترانه تیتراژ | علیرضا افتخاری | نامزدشده |